# Дискавъри
„Дискавъри“ (на английски: Discovery, Inc.) е американска водеща медийна компания. Нейната централа е в град Силвър Спринг, щата Мериленд, САЩ.
Започва своето съществуване само с 1 телевизионен канал – Discovery Channel, през 1985 година. Основател и собственик на компанията е Джон Хендрикс.
Днес „Дискавъри Къмюникейшънс“ има 28 телевизионни мрежи, предаващи развлекателни и научнопопулярни предавания, които се предлагат в над 180 страни по света, на 33 езика (вкл. български) и имаща над 1,5 млрд. абонати по цял свят.
През май 2021 г. AT&T обявява предложението си за сливане на медийното си дъщерно дружество Уорнърмедия с Дискавъри. Трансакцията е одобрена от Европейската комисия през декември 2021 г. и е завършена на 8 април 2022 г., образувайки Уорнър Брос Дискавъри.